# 突地稽
突地稽（?—?），隋朝末年靺鞨首领，一说为粟末靺鞨部长。隋炀帝即位初，首领突地稽率部千余户降，内属，移居营州（今辽宁朝阳）。隋炀帝授他为金紫光禄大夫、辽西太守。唐高祖武德初年，遣间使朝贡，唐高祖以其部落置燕州，以突地稽为燕州总管。刘黑闼叛唐，突地稽率所部赴定州，遣使到秦王李世民处，参与攻打刘黑闼，请受李世民节度。突地稽以战功，被封蓍国公。唐朝徙其部落于幽州的昌平城。在高开道引突厥攻幽州时，突地稽率兵大破高开道及其所引突厥兵。贞观初，拜突地稽为右卫将军，赐姓李氏，不久去世。有子李谨行。